# Luzula novae-cambriae
Luzula novae-cambriae là một loài thực vật có hoa trong họ Juncaceae. Loài này được Gand. mô tả khoa học đầu tiên năm 1899.